# Liste auf Fidschi vorhandener Dampflokomotiven
Dies ist eine Liste erhaltener Dampflokomotiven auf dem Gebiet von Fidschi.

## Schmalspurlokomotiven 24 Zoll (610 mm)
| Foto | Nummer oder Name     | Bauart / Achsfolge | Hersteller | Fabrik- nr. | Baujahr | Historie | Eigentümer / Betreiber / Strecke | Standort                    | Bemerkungen |
| ---- | -------------------- | ------------------ | ---------- | ----------- | ------- | -------- | -------------------------------- | --------------------------- | ----------- |
|      | Lautoka Sugar Mill 7 | C t                | Fowler     | 10656       | 1906    |          |                                  | Nadi, Raffles Gateway Hotel | [ 1 ]       |
|      | Labasa Sugar Mill 3  | C1' t              | Fowler     | 10992       | 1907    |          |                                  | Labasa, Labasa Sugar Mill   | [ 2 ]       |
|      | Rarawai Mill 10      | C1' t              | Fowler     | 11393       | 1907    |          |                                  | Ba, Ba Civic Museum         | [ 3 ]       |
|      | Rarawai Mill         | C1'                | Fowler     | 11458       | 1908    |          |                                  | Ba, Rarawai Sugar Mill      | [ 4 ]       |

## Vereinigtes Königreich
Bei der Statfold Barn Railway in England befinden sich zwei von der Lautoka Sugar Mill in Fidschi stammende Lokomotiven
- Hudswell-Clarke 972/1912, wurde im Jahr 2012 aus Fidschi nach England reimportiert. Die Lokomotive war zwischenzeitlich zur Diesellokomotive umgebaut worden und wurde erneut zu einer Dampflok.
- Bei der gleichen englischen Museumsbahn befindet sich auch die Lokomotive 19, Hudswell-Clarke 1056/1914.